# خوخ جاوي
خوخ جاوي (الاسم العلمي:Prunus javanica) هو نوع من النباتات يتبع جنس الخوخ من الفصيلة الوردية.